# Juan Sebastián Hernández
Juan Sebastian Hernandez (Bogotá, Cundinamarca, Colombia; 24 de abril de 1994) es un futbolista Colombiano. Juega de centrocampista.

## Clubes
| Club                   | País     | Año         |
| ---------------------- | -------- | ----------- |
| Independiente Santa Fe | Colombia | 2012 - 2013 |
| Tigres                 | Colombia | 2015 - 2016 |
| Envigado F. C.         | Colombia | 2016        |
| United Kingdom F. C.   | Colombia | 2017        |

## Palmarés

### Campeonatos nacionales
| Título                | Club                | País     | Año  |
| --------------------- | ------------------- | -------- | ---- |
| Torneo Apertura       | Santa Fe            | Colombia | 2012 |
| Superliga de Colombia | Santa Fe            | Colombia | 2013 |
| XV Copa Naciones 2017 | United Kingdom F.C. | Colombia | 2017 |